# Титон (град)
Вижте пояснителната страница за други значения на Титон.
Титон (на английски: Teton) е град в окръг Фримонт, щата Айдахо, САЩ. Титон е с население от 569 жители (2000) и обща площ от 1,2 km². Намира се на 1508 m надморска височина. ЗИП кодът му е 83451, а телефонният му код е 208.

## География
Според Бюрото за преброяване на населението на Съединените щати градът е разположен върху 0.68 квадратни мили (1.76 km2) земя.